# Héctor Tapia García
Héctor Manuel Tapia García (Ciudad de México; 11 de julio de 1957) es un exfutbolista mexicano que jugó de delantero.

## Selección nacional
Jugó ocho veces con la selección mayor de México, sin anotar goles. Estuvo con la selección amateur en los  Juegos Panamericanos de 1975 y los Juegos Olímpicos de Montreal 1976.

### Participaciones en Juegos Olímpicos
| Torneo                   | Sede     | Resultado    |
| ------------------------ | -------- | ------------ |
| Juegos Olímpicos de 1976 | Montreal | Primera fase |

## Clubes
| Club              | País   | Año       |
| ----------------- | ------ | --------- |
| Cruz Azul         | México | 1976-1979 |
| Coyotes Neza      | México | 1979-1981 |
| América           | México | 1981-1984 |
| Necaxa            | México | 1984-1985 |
| Atlético Potosino | México | 1985-1986 |
| Ángeles de Puebla | México | 1986-1987 |
| Irapuato          | México | 1988-1989 |

## Palmarés

### Títulos nacionales
| Título           | Equipo    | País   | Año     |
| ---------------- | --------- | ------ | ------- |
| Primera División | Cruz Azul | México | 1978-79 |
| Primera División | América   | México | 1983-84 |

### Títulos internacionales
| Título                  | Equipo         | País   | Año  |
| ----------------------- | -------------- | ------ | ---- |
| Juegos Panamericanos    | México amateur | México | 1975 |
| Preolímpico de Concacaf | México amateur | Varias | 1976 |